# Női 100 méteres hátúszás az 1924. évi nyári olimpiai játékokon
Az 1924. évi nyári olimpiai játékokon az úszás női 100 méteres hátúszás  versenyszámát július 19. és 20. között tartották Tourelles Úszóstadionban.

## Rekordok
A versenyt megelőzően a következő rekord voltak érvényben:
| Világrekord | Sybil Bauer (USA) | 1:22,4 | Miami, USA | 1924. január 6. |

A versenyen új rekord született:
| Olimpiai rekord | 1. előfutam | Sybil Bauer (USA) | 1:24,0 | Párizs, Franciaország | július 19. |
| Olimpiai rekord | Döntő       | Sybil Bauer (USA) | 1:23,2 | Párizs, Franciaország | július 20. |

## Eredmények
Az időeredmények másodpercben értendők. A rövidítések jelentése a következő:
| - Q: továbbjutás helyezés alapján - q: továbbjutás időeredmény alapján | - OR: olimpiai rekord - DNS: nem indult a futamon |

### Előfutam
Minden futam első két helyezettje automatikusan a döntőbe jutott. Az összesített eredmények alapján pedig a legjobb időeredménnyel rendelkező úszó került tovább.
| H        | Név               | Nemzet                 | E        | Mj       |
| 1. futam | 1. futam          | 1. futam               | 1. futam | 1. futam |
| -------- | ----------------- | ---------------------- | -------- | -------- |
| 1.       | Sybil Bauer       | Egyesült Államok (USA) | 1:24,0   | Q, OR    |
| 2.       | Phyllis Harding   | Nagy-Britannia (GBR)   | 1:29,6   | Q        |
| 3.       | Florence Chambers | Egyesült Államok (USA) | 1:32,0   | q        |
| 4.       | Ellen King        | Nagy-Britannia (GBR)   | 1:38,2   |          |
| 5.       | Lucienne Rouet    | Franciaország (FRA)    | 1:43,8   |          |
|          | Rigmor Olsen      | Dánia (DEN)            | DNS      |          |
| 2. futam |                   |                        |          |          |
| 1.       | Aileen Riggin     | Egyesült Államok (USA) | 1:29,6   | Q        |
| 2.       | Jarmila Müllerová | Csehszlovákia (TCH)    | 1:37,0   | Q        |
| 3.       | Helen Boyle       | Nagy-Britannia (GBR)   | 1:43,0   |          |
| 4.       | Alice Stoffel     | Franciaország (FRA)    | 1:44,0   |          |
| 5.       | Renée Brasseur    | Luxemburg (LUX)        | 1:51,4   |          |

### Döntő
| H     | Név               | Nemzet                 | E      | Mj |
| ----- | ----------------- | ---------------------- | ------ | -- |
| Arany | Sybil Bauer       | Egyesült Államok (USA) | 1:23,2 | OR |
| Ezüst | Phyllis Harding   | Nagy-Britannia (GBR)   | 1:27,4 |    |
| Bronz | Aileen Riggin     | Egyesült Államok (USA) | 1:28,2 |    |
| 4.    | Florence Chambers | Egyesült Államok (USA) | 1:30,8 |    |
| 5.    | Jarmila Müllerová | Csehszlovákia (TCH)    | 1:31,2 |    |